# Casal Novo
Casal Novo ist ein portugiesisches Dorf in der Gemeinde (Freguesia) von Casal de Ermio, im Kreis (Concelho) von Lousã.
Es ist eines der traditionellen Schiefer-Dörfer der Region und gehört zur überregional beworbenen Route der Aldeias do Xisto. Flussbäder und Wanderwege sind die Hauptattraktionen des naturnahen Urlaubs, der hier angeboten wird. Verschiedene Einrichtungen des Turismo rural existieren hier, etwa die Casa da Eira, einem alten Haus aus dem 19. Jahrhundert.